# Großer Tiergarten
Het park Großer Tiergarten ligt in het centrum van Berlijn, in het district Mitte en stadsdeel Tiergarten. Tiergarten is 210 hectare groot en het meest omvangrijke park van Berlijn. Ter vergelijking: het Hyde Park in Londen heeft een oppervlakte van 140 hectare en het Central Park in New York is 335 hectare groot. Het park wordt doorsneden door een aantal grote verkeersaders, waaronder de oost-west-as Straße des 17. Juni. De wegen komen samen in het plein Große Stern (Grote Ster). In het midden van dit verkeersknooppunt staat de Siegessäule. Het park is grotendeels ontworpen door de bekende Pruisische tuin- en landschapsarchitect Peter Joseph Lenné.

## Jachtgronden en barokpark
Het begin van Tiergarten werd al in 1527 aangelegd, zij het op een andere plaats dan het huidige park. Het lag in de buurt van het Berliner Stadtschloß, ten westen van de stadsmuur van Cölln (de nabij gelegen zusterstad van Berlijn). Dit kleine gebied werd vanaf 1530 door de aankoop van grond steeds verder naar het westen en het noorden uitgebreid totdat het het huidige Tiergarten in omvang ver overtrof. Er werd wild in uitgezet en een omheining moest ervoor zorgen dat de dieren niet via de omringende akkers konden ontsnappen. Het gebied werd door de Brandenburgse keurvorsten gebruikt als jachtgrond. Naarmate Berlijn groeide moest het jachtgebied steeds verder worden ingeperkt.
Tijdens de regeerperiode van Frederik III werden de structuren aangelegd die vandaag de dag zichtbaar zijn. Door de verlenging van de laan Unter den Linden werd een brede doorgang door Tiergarten gemaakt. De laan verbond het Stadtschloß met het slot Charlottenburg, dat tussen 1695 en 1699 was gebouwd. Ook de Große Stern waarop acht wegen uitkomen en de Kurfürstenplatz waarop er zeven uitkomen, werden in die tijd aangelegd. Dat was het begin van de ontwikkeling van de jachtgronden tot een voor recreatie bedoeld bospark.
Frederik II van Pruisen, bijgenaamd Frederik de Grote, hield niet van de jacht. In 1742 gaf hij de architect Georg Wenzel von Knobelsdorff de opdracht om de omheining te verwijderen en Tiergarten te veranderen in een lustpark. Hij liet in de stijl van de Barok bloembedden, kweektuinen en hagen planten, doolhoven, waterbekkens en siervijvers aanleggen en beelden plaatsen. Langs de wegen ontstonden ‘salons’: kleine, met hekken of bomen omringde plekken die enigszins gemeubileerd waren met zitgelegenheden, bronnen en vazen om de bezoekers enige afwisseling te bieden. Ook werd er een fazantenpark ingericht dat in 1744 werd geopend en het prille begin was van wat de Zoologischer Garten zou worden. In deze omgeving werd in 1745 aan vluchtelingen uit de kring van de hugenoten toegestaan om hun tenten op te slaan en aan de voorbijgangers verfrissingen te verkopen. De straatnaam "In den Zelten" herinnert daar nog aan. Op 6 maart van het Revolutiejaar 1848 werd hier tijdens een eerste bijeenkomst de afschaffing van de staatscensuur geëist.

## Landschapstuin

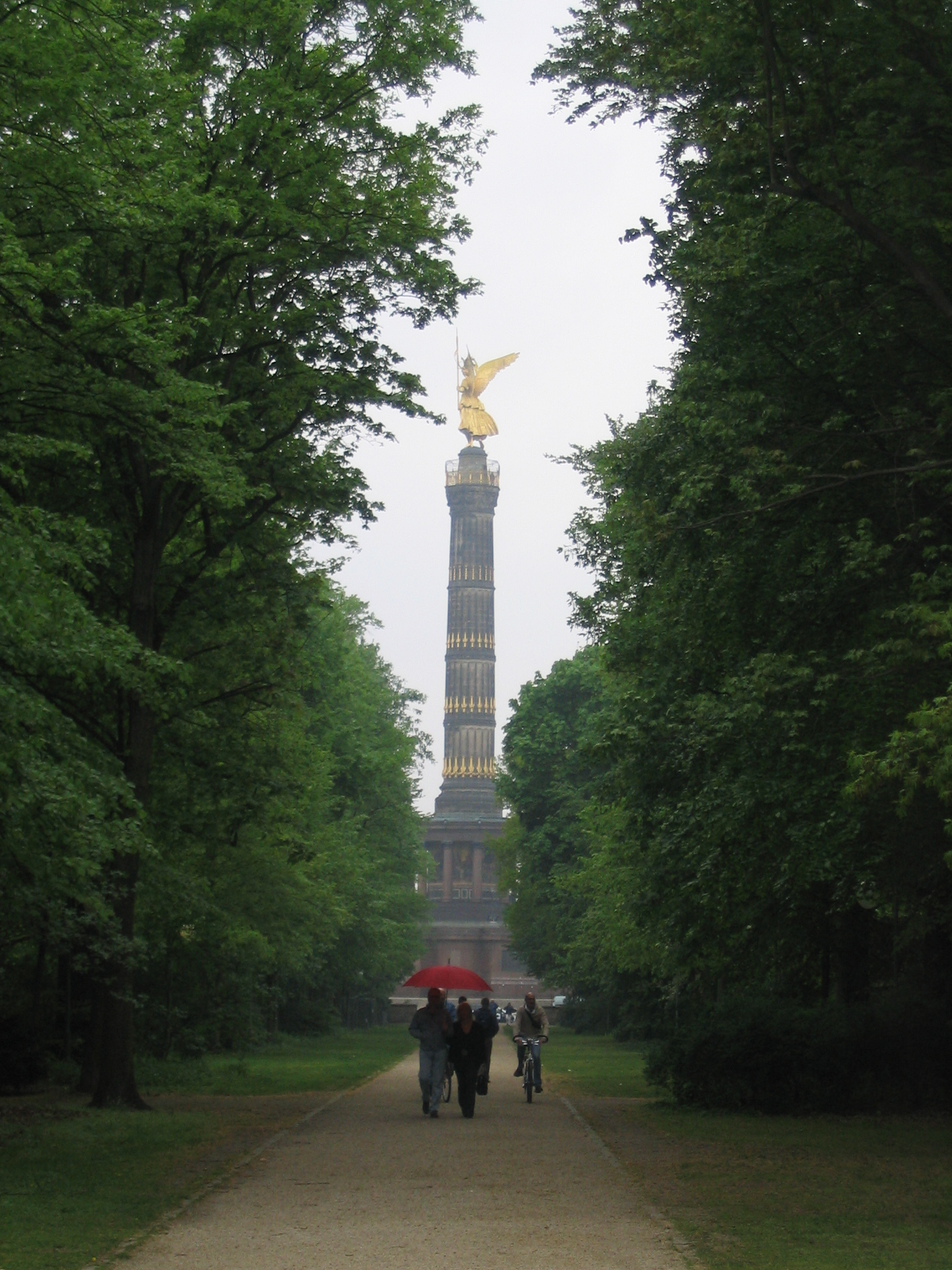
Siegessäule in Tiergarten

De laatbarokke vormgeving van Tiergarten werd vanaf het eind van de achttiende eeuw langzaam aangepast aan de nieuwe idealen van de tuinarchitectuur: de Engelse landschapsstijl. Voorbeelden hiervan zijn het slotpark van Slot Bellevue (1786-90) en de "Neue Partie" met het Rousseaueiland, die in 1792 door de hoftuinman Justus Ehrenreich Sello werden aangelegd. In 1818 kreeg Peter Joseph Lenné, die toen al enkele jaren aan de parken van Sanssouci in Potsdam werkte, de opdracht om Tiergarten opnieuw in te richten. Hij ontwierp een landschapsachtig ‘volkspark’ dat de morele verheffing van de bezoekers tot doel had. Koning Frederik Willem III keurde het ontwerp echter af. Ondanks de tegenwerking van de traag werkende bureaucratie drukte Lenné uiteindelijk een aangepast ontwerp door, dat tussen 1833 en 1840 werd uitgevoerd. Het werd een landschapspark naar Engels voorbeeld met inachtneming van de belangrijkste ordeningselementen van zijn voorganger Knobelsdorff. Vochtig bosgebied werd drooggemalen en loop-, fiets- en rijpaden ontstonden. Karakteristieke elementen waren wijde grasvlaktes met kleine slootjes en met bomen begroeid, meren met eilandjes, bruggen en laantjes. Weiden en open plekken werden door zichtlijnen verbonden. Ook werden er enkele pronktuinen, zoals de rozentuin en de Engelse tuin, aangelegd.
In deze vorm heeft het park nagenoeg onveranderd bestaan tot het midden van de twintigste eeuw. Kleine aanpassingen waren de plaatsing van patriottistische gedenktekens (vanaf 1849) en de aanleg van de Königsplatz (tegenwoordig de Platz der Republik) met de Siegessäule. Na 1937 werd Tiergarten door de nationaalsocialisten betrokken in hun grootschalige plannen voor de herinrichting van Berlijn. De Charlottenburgerstraat (nu: Straße des 17. Juni) werd als de oost-westas verbreed van 27 tot 53 meter en verdeelde vanaf dat moment de Tiergarten in tweeën. Tot 1881 was het park koninklijk bezit. Daarna werd het bij het grondgebied van Berlijn gevoegd.
Dierenbeelden en grote jachtvoorstellingen van brons sieren het park en standbeelden herinneren aan allerlei beroemdheden, bijvoorbeeld aan de geliefde Pruisische koningin Louise en aan haar man Frederik Willem III. Ook staan er sculpturen van Goethe, Fontane, Richard Wagner, Beethoven, Mozart en Haydn.

## Tweede Wereldoorlog en de naoorlogse jaren
Tijdens de Tweede Wereldoorlog hebben bombardementen in Tiergarten veel schade aangericht. Direct na de oorlog diende de oost-westas een tijdje als start- en landingsbaan en op de Siegessäule was een controlepost ingericht. In de naoorlogse tijd eigenden aan honger en kou lijdende Berlijners zich het park toe. Bomen en struiken werden opgestookt, er werden aardappels en groenten verbouwd op de open vlaktes en verwilderde tamme konijnen waren welkom voedsel voor hen die ze vangen konden. Van de 200.000 bomen waren er nog ongeveer 700 over. De beplanting was verrot, de bruggen verwoest, de gedenktekens omgevallen en beschadigd.
In het kader van een noodhulpprogramma werd Tiergarten tussen 1949 en 1959 weer opnieuw opgebouwd. Tiergartendirecteur Willy Alverdes ontwierp een zo rustig mogelijk, weids en landschappelijk ontspanningspark. West-Duitse steden deden donaties en vanuit de hele Bondsrepubliek kwamen voor niets duizenden jonge boompjes naar de voormalige hoofdstad. De nog aanwezige barokke onderdelen werden in Alverdes’ concept als niet meer van deze tijd bestempeld en de typische synthese tussen barokke en landschappelijke elementen waar Tiergarten bekend om stond, werd opgegeven.
Vooral tussen 1961 en 1989 was het natuurlijke parklandschap een belangrijk recreatiegebied voor de West-Berlijners, omdat zij door de Berlijnse Muur ingesloten en van de natuur buiten de stad afgesneden waren.

## Na 1989

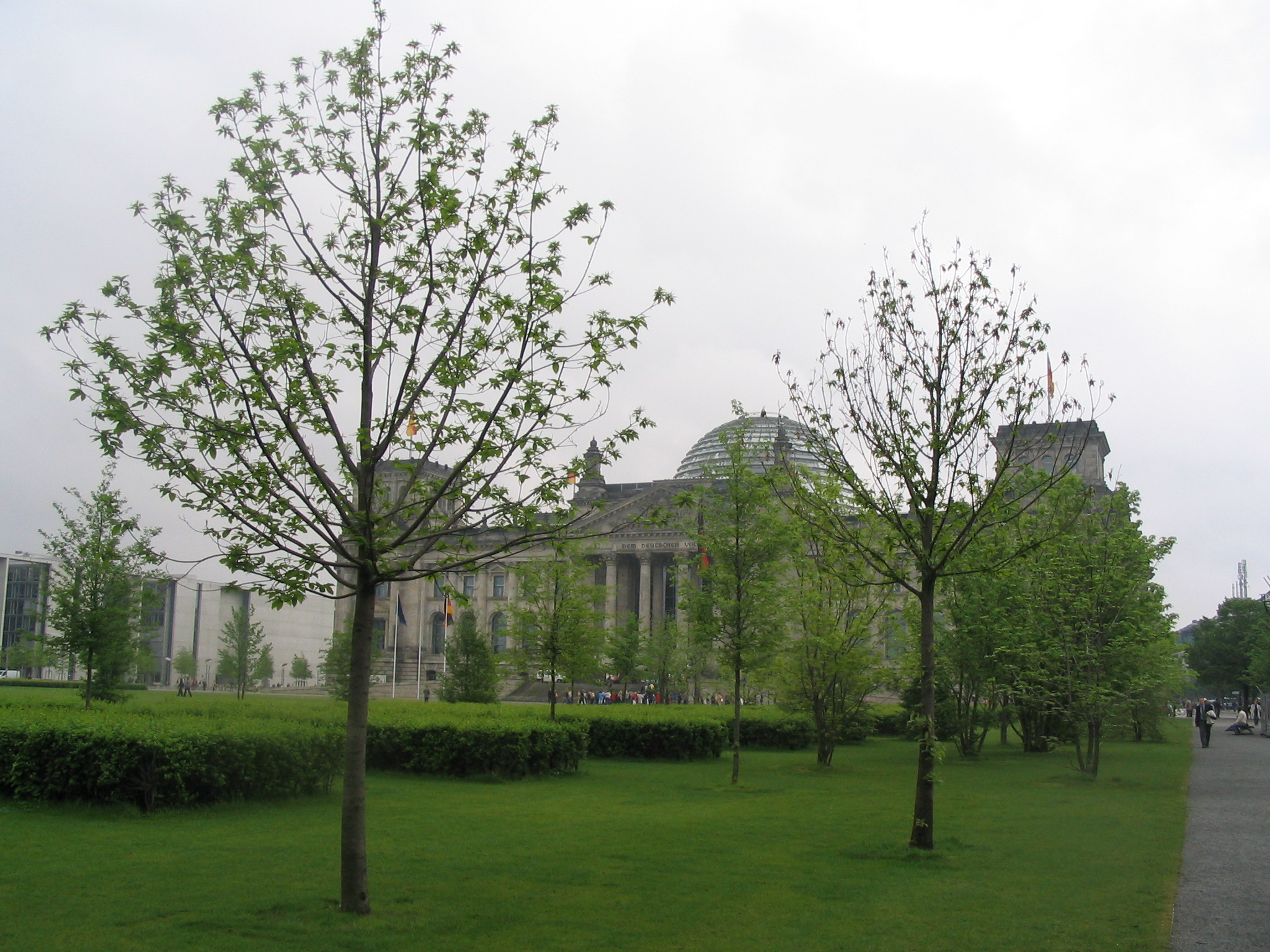
Rijksdag in Berlijn

Na de hereniging van Oost- en West-Duitsland in 1989 hebben vooral aan de buitenranden van Tiergarten belangrijke wijzigingen plaatsgevonden. Langs de straten die het park aan de zuidkant begrenzen werden oude ambassades, die er decennialang als ruïnes waren blijven staan, weer opgebouwd en nieuwe ambassadegebouwen neergezet. Aan de noordoostzijde verrezen nieuwe overheidsgebouwen en kantoorpanden voor de volksvertegenwoordigers. De Rijksdag, het voormalige en huidige parlementsgebouw, kreeg weer een glazen koepel en de omringende, verwilderde vlaktes, die in de jaren van de Duitse tweedeling een geliefde plek waren voor een picknick, barbecue of balspel, strekken zich nu weer ordelijk uit in nette grasvelden.
Het voornemen tot de bouw van een grote Noord-Zuid-verkeersader, de Tiergartentunnel, met vier tunnelbuizen voor wegen en spoorlijnen onder de Tiergarten door veroorzaakte heftige discussies. Natuurbeschermers vreesden voor schade aan de beplanting door het dalen van de grondwaterspiegel en wilden dat de bouw werd stopgezet. Deze eis werd per gerechtelijk besluit verworpen, maar de bezwaren zijn daarmee niet weggenomen. Sinds 1996 vond de massale bijeenkomst Love Parade in Tiergarten plaats. Met het deelnemersaantal (anderhalf miljoen in 1999) steeg ook de ecologische belasting van het park. De opkomst voor het Live 8-concert in Tiergarten in de zomer van 2005 was massaal.
Een laatste, grote hersteloperatie betreft het oostelijke deel van Tiergarten, dat in de schaduw van de muur lag en door een drukke autobaan van de rest van het park wordt gescheiden. Het is lange tijd nauwelijks gebruikt en slecht onderhouden. Als het noord-zuid verkeer ondergronds zal worden, kunnen beide delen van het park weer aan elkaar groeien en kan het verwilderde deel weer in overeenstemming met het oorspronkelijke ontwerp van Lenné worden gebracht.